# Guido Gonzaga
Guido Gonzaga, född 1290, död 1369, var en italiensk monark. Han var härskare i Mantua mellan 1360 och 1369. 